# Inkluzní hepatitida holubů
Inkluzní hepatitida holubů je nakažlivé virové onemocnění, jehož původcem je herpesvirus. V populaci holubů je virus kosmopolitně rozšířený; existují kmeny viru různé patogenity i virulence. Virus se pomnožuje v buněčných kulturách za vzniku plaků; sérologicky je příbuzný s herpesvirem sokolů a sov.
Přirozené infekce kromě holubů jsou také známé u andulek. K infekci sokolů a sov dochází kontaktem s nemocnými holuby. Holubi jsou vnímaví bez ohledu na věk, nejčastější výskyt nemoci je pozorován u mladých holubů ve věku 4-16 týdnů. K přenosu infekce mezi holuby dochází kontaktem s infikovaným krmivem a vodou, přímým kontaktem s infikovanými ptáky a při krmení mláďat.
U nemocných holubů se pozorují všeobecné příznaky jako jsou průjem, nezájem o krmivo (anorexie), zvracení (vomitus) a vyšší žíznivost (polydipsie), z respiračních příznaků pak serózní rýma (rhinitida) a konjunktivitida. Nozdry bývají zalepené hlenovitým výměškem, což má za následek dýchací potíže. Na sliznicích hltanu a hrtanu se nacházejí pablány. Někdy se může zjišťovat paréza třetího víčka, třes, pohybové potíže a neschopnost letu. Postižená mláďata mohou uhynout během 1-2 týdnů nebo se spontánně uzdraví. Častá je komplikace trichomonózou. Morbidita může dosahovat až 50 %, mortalita bývá mezi 10-15 %.
Při pitvě se nacházejí malé, šedozelené difteroidní fokusy na sliznici horních cest dýchacích a jícnu; někdy i na sliznici volete a střeva. Vyskytovat se může také nekrotická hepatitida, příp. i zánět vzdušných vaků, peritonitida, nekrózy v ledvinách, pankreatu a slezině. Mikroskopicky se nacházejí intranukleární inkluze.
Diagnostika je založena na klinickém, patologickém a histopatologickém nálezu (inkluze), potvrzeném izolací a identifikací původce (imunodifuze, neutralizační test, ELISA). Diferenciálně diagnosticky je nutné vyloučit slizniční formu neštovic, trichomonózu, chlamydiózu a salmonelózy.
Léčba není známa, preventivně se doporučují obecná opatření k ochraně hejn před zavlečením a šířením nákazy.